# Francisco Gomez Paz
Francisco Gómez Paz (Salta, Argentina, 5 de octubre de 1975) es un diseñador industrial argentino con trayectoria internacional, especialmente en Italia. Está dedicado al diseño de equipamiento e iluminación, principalmente en Europa. Su obra ha recibido diferentes reconocimientos, entre ellos dos Compasso d'Oro.

## Biografía
Francisco Gómez Paz nació el 5 de octubre de 1975 en Salta, Argentina. Estudió en la Universidad Nacional de Córdoba donde se graduó de diseñador industrial. Posteriormente se trasladó a Milán, donde obtuvo el máster en diseño de la Domus Academy.
Apenas recibido (2001), gana el primer premio para el concurso internacional de BMW, “Auto para la Ciudad del Futuro”, situación que lo impulsa a iniciar su vida profesional en Europa.
En el 2004 abrió su estudio en Milán donde ha trabajado con varias empresas del sector como Luceplan, Landscape Forms, Danese, Aestep, Driade, Olivetti, entre otras.
En el ámbito didáctico ha participado como docente en diferentes academias como Domus Academy, Accademia Di Belle Arti Siciliana Abadir, Politécnico de Milán, CIID de Copenhague y Raffles Milano.

## Premios
Francisco Gómez Paz ha obtenido diversos premios a lo largo de su trayectoria. En 2008 recibe, junto a Alberto Meda, el Index Award Design to Improve Life otorgado por la Corona Danesa por el Solar Bottle, una botella que purifica el agua contaminada a partir de los rayos solares. Este diseño fue elegido por el Museo de Arte de Nueva York para ser parte de la Study Collection.
En 2011 obtiene del presidente de la República Italiana, Giorgio Napolitano, el Premio a la Innovación por la lámpara Hope y el Compasso d’Oro que entrega la Asociación del Diseño Industrial italiano (ADI).
En 2018 recibe el premio German Design Award por la lámpara Candela, un artefacto que utiliza el calor de una llama para generar electricidad y encender la luminaria led en su interior. La misma llama alimenta una batería que carga dispositivos electrónicos.
En 2020 obtiene nuevamente el Compasso d’Oro por la silla Eutopia, un modelo que no utiliza clavos ni tornillos en su armado. Esta pieza forma parte de la colección de sillas del ADI Design Museum y del Museo Vitra.
En 2022 es reconocido con el Premio Konex Diploma al Mérito por su trabajo en la última década.